# NGC 7424
NGC 7424 je spirální galaxie s příčkou nacházející se v souhvězdí Jeřába. Objevil ji John Herschel 5. září 1834. Galaxie je vzdálená přibližně 35 milionů světelných let a svou velikostí (asi 100 000 světelných let) i strukturou připomíná naši Mléčnou dráhu. Patří mezi tzv. grand design spirální galaxie díky výrazným spirálním ramenům.

## Charakteristiky
NGC 7424 má rysy spirální galaxie s příčkou a prstencem, což je označováno klasifikací SAB(rs)cd. Její spirální ramena jsou dobře definovaná a výrazně přispívají k její zařazení mezi tzv. grand design galaxie. NGC 7424 je poměrně izolovaná, a proto se řadí mezi tzv. polní galaxie. To znamená, že není gravitačně vázána k žádné skupině galaxií, a její vývoj tedy pravděpodobně nebyl ovlivněn interakcemi s jinými galaxiemi.

## Supernovy
V galaxii byla pozorována supernova SN 2001ig typu IIb. Tento jev byl zkoumán jako příklad dvojhvězdy, jejíž jedna složka byla Wolf-Rayetova hvězda, která explodovala jako supernova. V roce 2018 byl pomocí Hubbleova vesmírného dalekohledu identifikován přeživší hvězdný společník této supernovy. To bylo poprvé, kdy byl v takovém systému nalezen přeživší člen dvojhvězdy.

## Velmi svítivé rentgenové zdroje
Dva velmi svítivé rentgenové zdroje (ULX) byly v NGC 7424 objeveny pomocí observatoře Chandra X-ray Observatory. Jeden z těchto zdrojů, ULX1, se nachází mezi spirálními rameny, zatímco ULX2 je spojen s oblastí intenzivní hvězdotvorby. Tyto objekty poskytly nové informace o vzniku rentgenově zářících zdrojů v galaxiích.